# P26/40
P26/40 – włoski czołg ciężki z okresu II wojny światowej, pomimo oznaczenia "P" (Pesante) wielkością, opancerzeniem i uzbrojeniem przypominał czołgi średnie produkowane w tym okresie przez inne państwa.

## Historia
Prace projektowe nad nowym czołgiem rozpoczęto w 1940 roku, ale pierwszy prototyp powstał dopiero w 1942 z powodu problemów ze znalezieniem odpowiedniego silnika. Pierwsze modele produkcyjne zeszły z linii produkcyjnej w 1943 roku, czołg był produkowany w fabryce Fiata. Nigdy nie został użyty przez armię włoską; po kapitulacji Włoch kilkadziesiąt czołgów tego typu weszło na wyposażenie formacji niemieckich jako Panzerkampfwagen P 40 737 (i). Użyto ich przeciwko wojskom alianckim pod Anzio.
W czołgi były uzbrojone następujące jednostki:
- I Battaglione Carri "P" – batalion Regio Esercito, według etatu miał posiadać 40 czołgów P 40, ale formowanie stacjonującej w Varcelli jednostki przerwała kapitulacja Włoch;
- II Battaglione Carri "P" – batalion Regio Esercito, według etatu miał posiadać 40 czołgów P 40, ale formowanie stacjonującej w Rzymie jednostki przerwała kapitulacja Włoch;
- 15. Polizei-Panzer-Kompanie – kompania Ordnungspolizei  która otrzymała w listopadzie 1944 roku 14 czołgów;
- 10. Polizei-Panzer-Kompanie – kompania Ordnungpolizei która otrzymała w grudniu 1944 roku 15 czołgów;
- Karstjäger Panzer-Kompanie – kompania pancerna Waffen-SS wchodząca w skład 23 Waffen-Gebirgs-Division der SS "Karstjäger", maksymalnie liczyła 14 czołgów P 40;
- Panzer-Ausbildungs-Abteilung Süd – szkolny oddział Wehrmachtu posiadający na uzbrojeniu jednego z plutonów 5 czołgów P 40.

Następcą P26 miał być czołg P.43.